# Tre stelle
Tre stelle (Három csillag) è un film del 1960 diretto da Miklós Jancsó, Zoltán Várkonyi e Károly Wiedermann.